# The Music of Captain Beefheart
The Music of Captain Beefheart är ett livealbum med sångaren Freddie Wadling, trumslagaren Morgan Ågren, gitarristen Jimmy Ågren, klaviaturspelaren Mats Öberg, basisten Rolf Hedqvist, gitarristen Denny Walley samt trombonisten Magnus Puls. 
Mer parten av skivan spelades in i samband med Don Van Vliets konstutställning "Stand Up To Be Discontinued" på Galleri Stefan Andersson 1 och 2 april 1995 i Umeå, men innehåller också några låtar som spelades in 4 maj 1995 i Stockholm. Skivan släpptes 10 september 1996.

## Låtförteckning[2]
1. "Grow Fins"
2. "Nowadays Woman’s Gotta Hit a Man"
3. "When it blows it Stacks"
4. "Sun Zoom Spark"
5. "Tropical Hot Dog Night"
6. "Bat Chain Puller"
7. "Ice cream for Crow"
8. "China Pig"
9. "Lick my Decals off Baby"
10. "Harry Irene"
11. "Big Eyed Beans from Venus"

Alla låtar skrivna av Captain Beefheart.

## Medverkande[2]
- Freddie Wadling: sång
- Morgan Ågren: trummor
- Denny Walley: gitarr, sång
- Jimmy Ågren: gitarr
- Rolf Hedquist: bas
- Mats Öberg: klaviatur, munspel, sång
- Magnus Puls: trombon på "Tropical hot dog night" och "Bat chain puller"